# Misagria calverti
Misagria calverti är en trollsländeart som beskrevs av Dirk Cornelis Geijskes 1951. Misagria calverti ingår i släktet Misagria och familjen segeltrollsländor. Inga underarter finns listade i Catalogue of Life.